# Guarany Futebol Clube

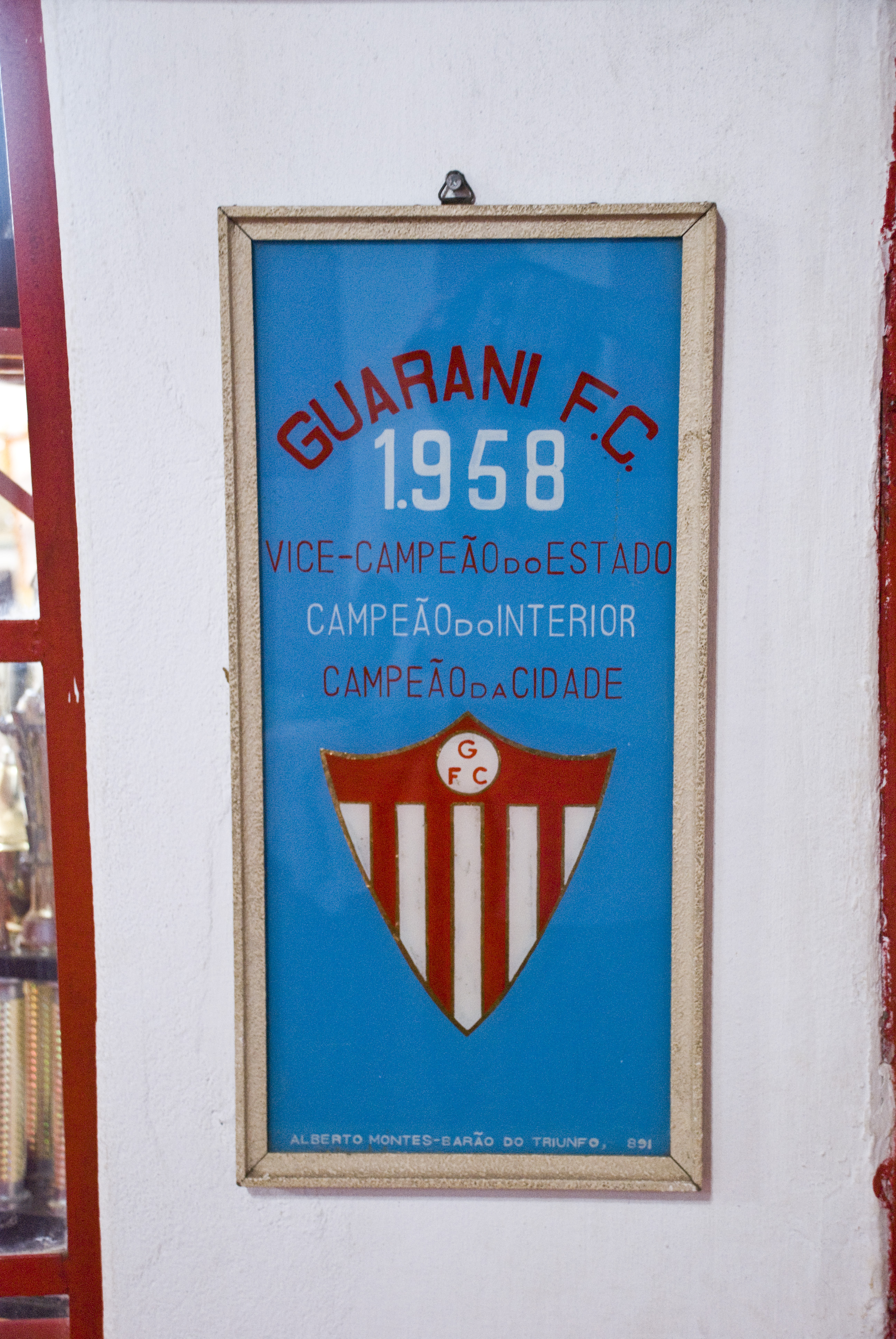
Palmarès del Guarany de Bagé el 1958.

El Guarany Futebol Clube, també conegut com a Guarany de Bagé, és un club de futbol brasiler de la ciutat de Bagé a l'estat de Rio Grande do Sul.

## Història
El 19 d'abril de 1907 fou fundat el Guarany per onze amics a la Praça da Matriz (Plaça de Matriz). El nom del club prové d'Il Guarany, una òpera d'Antônio Carlos Gomes. Carlos Garrastazú fou un dels fundadors i primer president. Els seus majors triomfs són els campionats estatals de 1920 i 1938.
El gran rival del club és el Grêmio Esportivo Bagé, amb el qual disputa el derbi Ba-Gua.

## Palmarès
- Campionat gaúcho:
  - 1920, 1938

- Campionat gaúcho de segona divisió (Série A2):
  - 1969, 2006

- Campionat gaúcho de tercera divisió (Série B):
  - 1999, 2016, 2019

## Jugadors destacats
- Branco
- Tupanzinho
- Martim Silveira